# ویلبور اسپرینگز (کالیفرنیا)
ویلبور اسپرینگز (به انگلیسی: Wilbur Springs) یک منطقهٔ مسکونی در ایالات متحده آمریکا است که در شهرستان کولوزا، کالیفرنیا واقع شده‌است. ویلبور اسپرینگز ۴۴۰ متر بالاتر از سطح دریا واقع شده‌است.